# Кичи-Орюкту
Кичи-Орюкту (кирг. Кичи-Өрүктү) — село в Тюпском районе Иссык-Кульской области Кыргызстана. Входит в состав Кутургинского аильного округа. Код СОАТЕ — 41702 225 835 02 0.

## Население
По данным переписи 2022 года, в селе проживало 1 827 человека.